# Johanna Thydell
Johanna Thydell, född 14 november 1980 i Nässjö, är en svensk författare, som belönades med Augustpriset för bästa barn- och ungdomsbok för debutromanen I taket lyser stjärnorna (Natur & Kultur 2003). Den finns översatt till tretton språk och filmatiserades 2009.
Hon är född i Nässjö, men uppvuxen i Värnamo. Efter gymnasiet gick hon på en skrivarkurs, där hon fick kontakt med författaren Magnus Utvik som hjälpte henne med författarskapet. Thydell var sommarpratare 2004. Hon har studerat på skrivarlinjen på Fridhems Folkhögskola i Svalöv och på kulturvetarlinjen med inriktning på litteratur och filmvetenskap vid Stockholms universitet. Hon är kulturskribent, föreläsare, barnboksrecensent, manusförfattare och krönikör.
Hennes andra bok Det fattas en tärning utkom 2006.

## Priser och utmärkelser
- 2003 – Slangbellan
- 2003 – Augustpriset för I taket lyser stjärnorna
- 2003 – BMF-Barnboksplaketten för I taket lyser stjärnorna
- 2007 – Partille Bokhandels författarstipendium
- 2009 – Emilpriset
- 2011 - Stig Fagerbergs stipendium
- 2012 – BMF-Barnboksplaketten för Det är en gris på dagis